# Schopf-Fackellilie
Die Schopf-Fackellilie (Kniphofia uvaria), auch Traubige Fackellilie oder Traubige Tritome genannt, ist eine Pflanzenart aus der Gattung der Fackellilien (Kniphofia) in der Unterfamilie der Affodillgewächse (Asphodelaceae). Die Art ist reich blühend, insbesondere nach Feuern.

## Merkmale

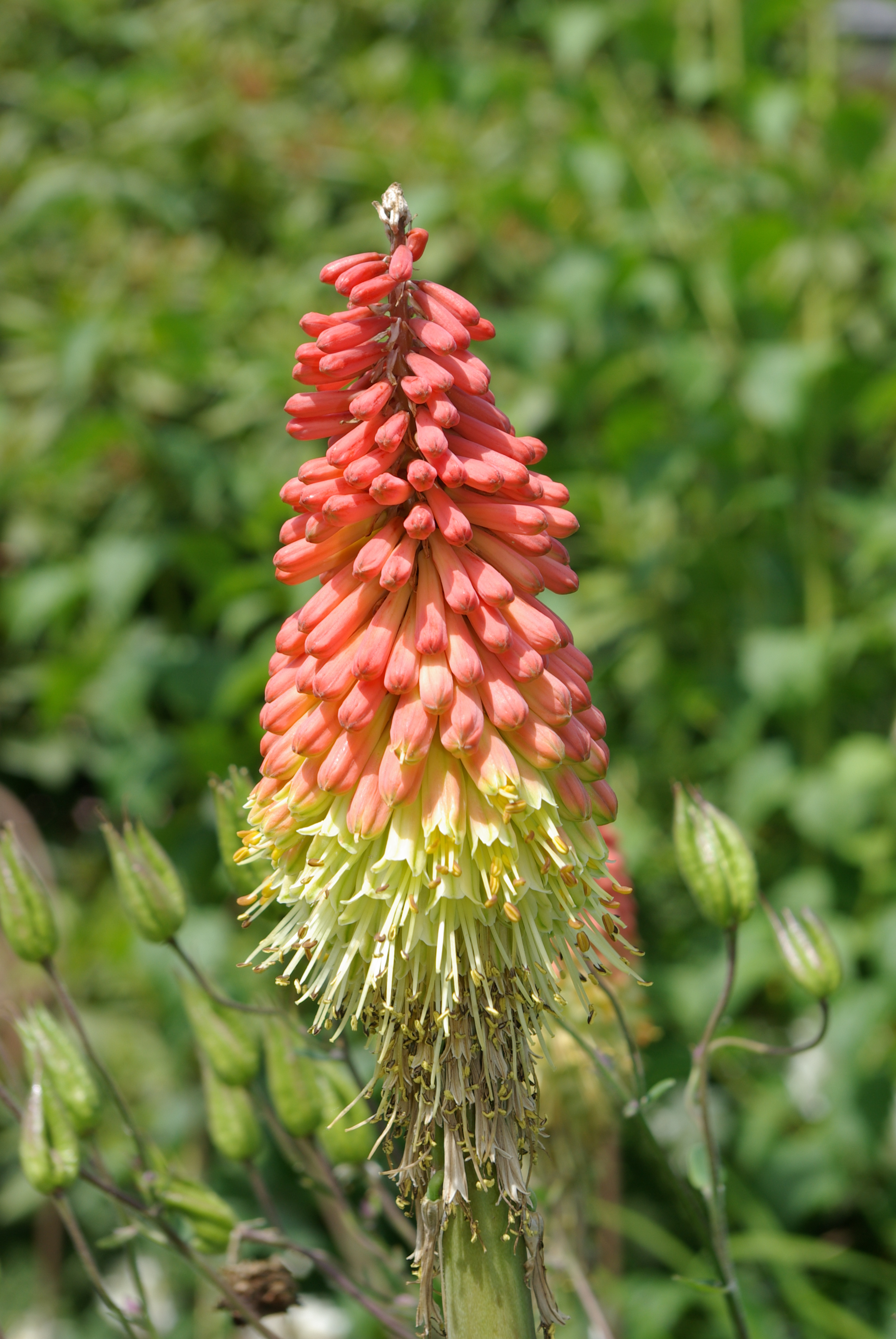
Blüte

Die Schopf-Fackellilie ist ein ausdauernde, krautige Pflanze, die Wuchshöhen von 50 bis 120 Zentimeter erreicht. Sie bildet ein Rhizom aus. Die graugrünen, aufrechten, rinnigen und gekielten Blätter sind 6 bis 15 (18) Millimeter breit und bis zum 130 Zentimeter lang. Der Blattrand ist rau. Die Blütenstiele sind während der Blütezeit (1,5) 3 bis 6 Millimeter lang. Der Blütenstandsstiel wird 80 bis 120 Zentimeter hoch. Die Ährentraube ist länglich und wird bis 20 Zentimeter lang und bis 10 Zentimeter dick. Die Knospen und aufblühende Blüten sind rot und 28 bis 40 Millimeter lang. Die unteren Blüten sind gelb gefärbt und besitzen aus den Achseln austretende rötliche Deckblättchen. Die Staubblätter sind eingeschlossen oder ragen kaum hervor.
Die Blütezeit reicht wahrscheinlich von Juli bis Oktober.
Die Chromosomenzahl beträgt 2n = 12.

## Vorkommen
Die Schopf-Fackellilie kommt in Südafrika in der Kap-Provinz in Sümpfen und an Bachufern in Höhenlagen von 0 bis 1800 Meter vor.

## Nutzung
Die Schopf-Fackellilie wird zerstreut als Zierpflanze genutzt. Die Art ist seit 1687 in Kultur.